# Bucket shop

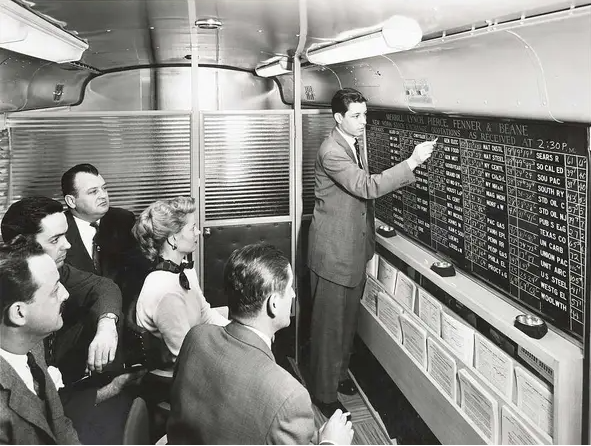
L'intérieur d'un petit bucket shop, avec un garçon préposé écrivant sur un tableau les cotations reçues par téléscripteur, et des spéculateurs observant avec anxiété.

Un bucket shop (litt. « magasins de seaux » mais qui se traduirait plutôt en français par « maison de courtage non régulée » ou « maison de courtage illégale ») est un établissement permettant de parier sur la hausse ou la baisse d'une action ou d'une matière première, mais sans acheter ou vendre directement la dite valeur sur les marchés réels. La personne qui se livrait à cette pratique était appelée « bucketeer » et la pratique était parfois appelée « bucketeering ». Ces établissements profitaient souvent du manque de connaissance des investisseurs pour les attirer avec la promesse de gains rapides.
Ils sont apparus aux États-Unis dans les années 1870, avec une concentration particulière à New York, Chicago, et Boston, à une époque où la réglementation financière était encore rudimentaire et où l'accès direct aux bourses officielles était réservé aux courtiers professionnels. Les clients pariaient sur les fluctuations des prix des actions ou des autres actifs financiers, un peu comme s'ils jouaient à la bourse de manière fictive, sur le principe des produits à effet de levier. L'établissement enregistrait simplement les paris et espérait que la majorité de ses clients perdraient, ce qui maximiserait ses profits. Même si les bucket shops étaient techniquement des lieux de courtage, leur fonctionnement les rapprochait en fait plus d'un casino que d'un véritable marché financier régulé.
Ces établissements étaient souvent considérés comme trompeurs et dangereux, car ils pouvaient volontairement afficher des prix faussés ou ne pas exécuter les ordres correctement, aboutissant souvent à des pertes pour les clients. Dans certains cas, les bucket shops fermaient simplement leurs portes du jour au lendemain, emportant avec eux l'argent des clients sans laisser de traces.
Leur popularité culmine à la fin du XIXe siècle, mais au début du XXe siècle, ils commencent à être perçus comme une menace pour l'intégrité du marché, et des lois sont mises en place pour restreindre leurs activités. La plupart de ces établissements disparaissent dans les années 1920 et il n'en existe presque plus au moment de la Grande Dépression de 1929.
Aujourd'hui, le terme est parfois utilisé de manière plus large dans les pays anglo-saxons pour désigner toute entreprise ou pratique de courtage qui n'est pas entièrement transparente, éthique ou conforme à la réglementation.

## Aperçu

### Définition et origine du terme

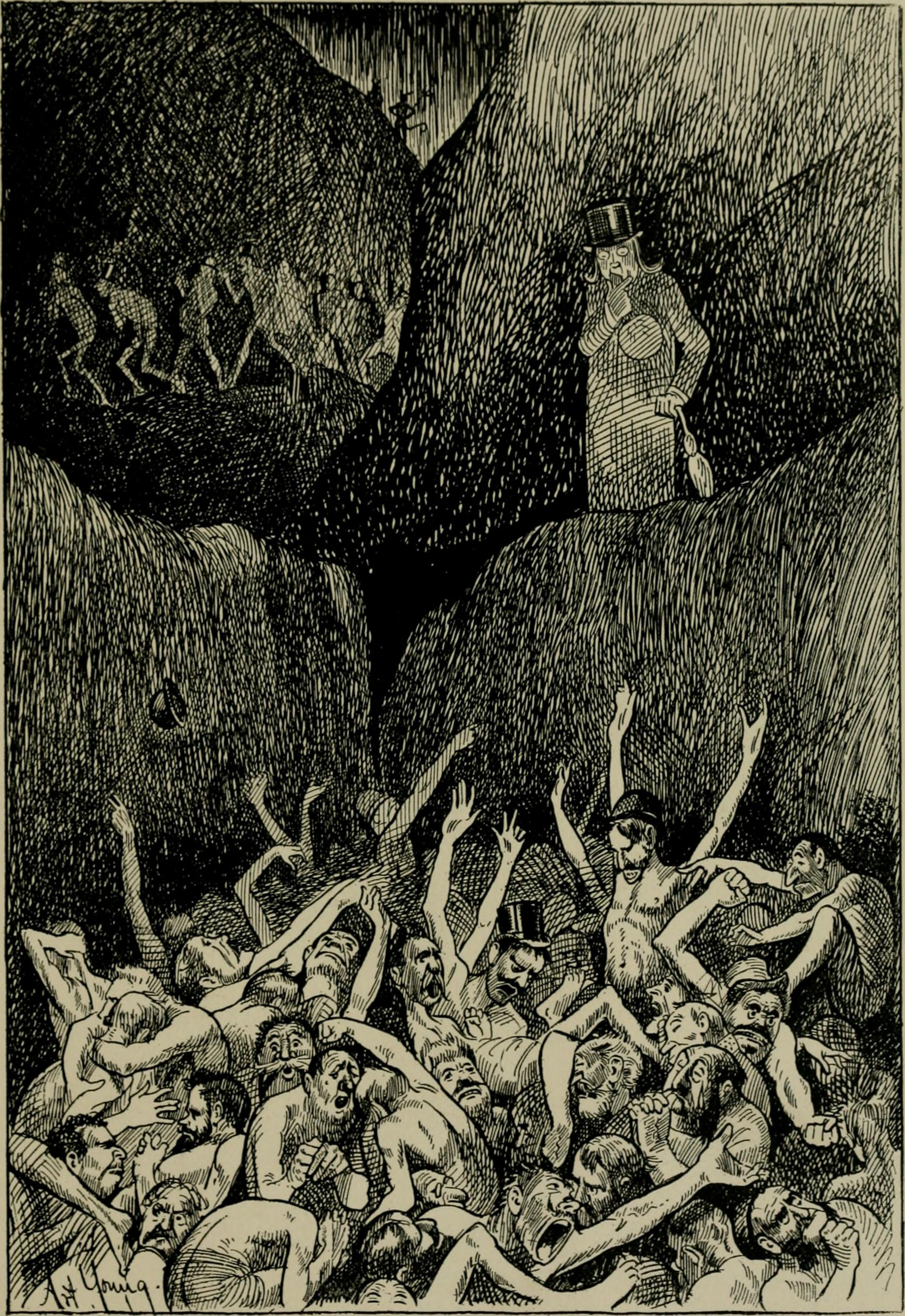
Une scène de Through Hell with Hiprah Hunt d'Art Young (1901), le récit de l'Enfer de Dante : « En regardant au fond d'un gouffre profond, il voit les âmes des joueurs des bucket shops ».

Selon le New York Times en 1958, un bucket shop est « un bureau avec des installations permettant de faire des paris sous forme d'ordres ou d'options basés sur les prix de change actuels des titres ou des matières premières, mais sans aucun achat ou vente réel du bien ». Les bucket shops sont parfois mentionnés avec les boiler rooms (en) comme exemples de fraude sur les valeurs mobilières, mais ce sont des types distincts. Alors que l'opérateur d'une boiler room cherche à négocier des transactions réelles sur titres, l'accent du bucket shop est mis sur la création de l'apparence d'une activité de courtage là où il n'y en a pas.
Le terme est né en Angleterre dans les années 1820, lorsque les enfants des rues récupéraient les fûts d'alcool jetés dans les débits de boissons pour en revendre les fonds à des bars sans licence, où l'alcool était dilué et revendu à des clients imprudents. Ces bars sont devenus connus sous le nom de bucket shops (« magasin de seaux »). L'image a été transférée aux courtiers illégaux qui cherchaient à tirer profit d'une activité commerciale trop petite ou peu recommandable pour les courtiers légitimes,.

### Légalité
Bucket shop est un terme défini dans les nombreux États américains qui criminalisent un tel établissement. En règle générale, la définition du droit pénal fait référence à une opération dans laquelle le client se voit vendre ce qui est censé être un intérêt dérivé dans une valeur mobilière ou un contrat à terme sur une matière première, mais aucune transaction n'est effectuée sur une bourse. La transaction va « dans le bucket » et n'est jamais exécutée. Étant donné qu'aucune négociation de titres réels n'a lieu, le client parie essentiellement contre l'établissement lui-même dans un jeu basé sur des prix de titres abstraits. Dans un bucket shop, les parties conviennent de s'imaginer suivre les événements se produisant dans une bourse réelle. Alternativement, l'établissement « joue littéralement la banque », comme dans un casino, contre le client ».
Le regroupement d'ordres viole plusieurs dispositions de la législation américaine sur les valeurs mobilières,. Ces interdictions s'appliquent aux courtiers légitimes ainsi qu'aux bucket shops.

## Histoire des bucket shops

### Aux États-Unis (vers 1870-1920)
Les bucket shops spécialisés dans les actions et les contrats à terme sur matières premières apparaissent aux États-Unis dans les années 1870, correspondant à l'innovation des téléscripteurs dont ils dépendent. En 1889, la bourse de New York aborde le « problème des téléscripteurs » (c'est-à-dire des bucket shops opérant sur les mouvements intrajournaliers des cours des actions) et tente de supprimer les bucket shops en déconnectant les téléscripteurs boursiers. Cet embargo s'avère être un sérieux obstacle pour les clients locaux fortunés de la bourse, ainsi que pour les courtiers boursiers dans d'autres villes du pays. Il a également l'effet surprenant de favoriser les bourses concurrentes et est abandonné en quelques jours.
Edwin Lefèvre (en), qui aurait écrit au nom de Jesse Livermore, décrit en détail les opérations des bucket shops dans les années 1890. Les conditions commerciales varient selon les bucket shops, mais ils proposent généralement des systèmes de spéculation sur marge (en) aux clients, avec des ratios d'endettement aussi extrêmes que 100:1 (un dépôt de 1 $ en espèces permet au client d'« acheter » 100 $ en actions). Étant donné que les transactions sont illusoires et non régulées sur le marché réel, l'établissement ne fait pas non plus de véritables prêts sur marge, mais perçoit des intérêts en espèces auprès du client. Le client peut facilement imaginer qu'on lui a prêté une grosse somme de capital (en fait illusoire) contre un petit dépôt en espèces et le paiement des intérêts.
Pour faire pencher la balance en leur faveur, la plupart des courtiers en valeurs mobilières refusent également de faire des appels de marge. L'élimination de ces appels est présentée comme un avantage et une commodité pour le client, qui ne sera pas accablé par la possibilité d'une demande de liquidités supplémentaire, et présentée comme une fonctionnalité non disponible chez les véritables courtiers. Cela rend en fait le client plus vulnérable à un risque accru de ruine, les pertes étant entièrement reversées au courtier en valeurs mobilières. Dans cette situation, si le prix de l'action doit chuter même momentanément jusqu'à la limite de la marge du client (ce qui est très probable avec des marges minces et fortement endettées sur des marchés volatils), le client perd instantanément la totalité de l'investissement en espèces sur le compte du courtier en valeurs mobilières.
En théorie, le trading sur marge permet aux spéculateurs d'obtenir des gains amplifiés, mais le trading dans un bucket shop expose les traders à de petites manipulations boursières en raison du problème principal-agent de l'établissement. Dans une forme de ce qui est maintenant considéré comme une opération illégale de front running et de négociation avec autrui (en), un bucket shop détenant une position importante sur une action et connaissant la marge vulnérable d'un client, peut vendre l'action sur la bourse réelle, provoquant une baisse momentanée du prix sur le téléscripteur suffisamment pour épuiser les marges du client. Grâce à ses actions opportunistes, le bucket shop gagne ainsi 100 % de l'investissement du client.
Aux États-Unis, les pseudo-maisons de courtage traditionnelles font l'objet d'attaques juridiques croissantes au début des années 1900 et sont effectivement éliminées avant les années 1920. Peu de temps après la faillite de nombreuses maisons de courtage à la Consolidated Stock Exchange en 1922, l'assemblée de New York adopte la Martin Act (en), qui vise principalement à interdire les bucket shops.